# Нечаев, Роман Владимирович
Роман Владимирович Нечаев — российский актёр театра и кино.

## Биография
Роман Нечаев родился 10 марта 1971 года в Петропавловске-Камчатском.
В школьные годы обучался в ленинградском Театре Юношеского Творчества (ТЮТ) (1981—1988).
В 1988 году после окончания школы он поступил в ЛГИТМиК на курс В. В. Петрова. В 1989 году Роман бросает театральный институт из-за серьёзного увлечения астрологией, идет учиться к Павлу Глобе, в 1992 году поступает вновь на курс народного артиста СССР, лауреата Государственной премии Игоря Олеговича Горбачева при Александринском театре.
В 1996 году Роман присоединился к группе Молодёжного театра на Фонтанке и совмещает работу в театре, кино, на телевидении с астрологической практикой, печатается в журналах «Асток-Пресс», «Каталог 365», «Каталог Рио», в многочисленных журналах в России и за рубежом. Вёл программу «Полуденные сны» на канале «Культура» и программу «Утро в большом городе» на 5-м канале. С 1992 выпускает ежегодные астрологические календари. С 2005 года является автором книг по астрологии и одним из ведущих астрологов города. С 2023 года преподаёт в СПБГИКиТ.

### Роли в театре
- 1988 «Иван-царевич» Ю. Михайлова — Иван-Дурак (реж. Г. Май)
- 1996 «Улица. Двор. Васька» В. Зверовщикова- Рекс (реж. И. И. Лелюх)
- 1991 «Три сестры» А. П. Чехова — Барон Тузенбах (реж. Н. Никитина)
- 1991 «Мастерская глупостей» М. А. Туханина и Г. Селегея — Садовник (реж. Н. Н. Абрамова)
- 1993 «Золотой человек» В. П. Гуркина — Стражник (реж. Ю. А. Гольдин)
- 1996 «Ночь ошибок» Оливера Голдсмита — Диггори (реж. М. Г. Черняк)
- 1997 «Обманы» М. Гавриловой — Александр Зайцев (реж. М. Гаврилова)
- 1998 «Двенадцатая ночь или что угодно» Уильяма Шекспира — Эндрю Эгьюйчик (реж. В. Туманов)
- 1998 «Крики из Одессы» по пьесе И. Э. Бабеля «Закат» — Боярский, Фомин, кантор Цвибак (реж. С. Я Спивак)
- 1998 «Плутни Скапена» Мольера — Леандр (реж. В. Ветрогонов)
- 2000 «Дни Турбиных» М. А. Булгакова — Студзинский (реж. С. Я. Спивак)
- 2001 — «Жаворонок» Жана Ануя- Граф Варвик (реж. С. Я. Спивак)
- 2003«Отелло» Уильяма Шекспира — Яго (постан. С. Я Спивак, реж. А. Утеганов)
- 2005 «Три сестры» А. П. Чехова — (реж. С. Я. Спивак)
- 2007 — «Лев зимой» Джеймса Голдмена — Джеффри (реж. М. Г. Черняк)
- 2008 «Дон Кихот» М. А. Булгакова— ТСанчо Панса (реж. С. Я. Спивак)
- 2009 «Зимняя сказка» по Уильяму Шекспиру— Антигон, Флоризель (реж.— Магуи Мира (Испания)
- 2010 «Севильский цирюльник» Пьера Огюстена Бомарше — (режиссёр-постановщик Жан-Даниэль Лаваль (Франция)
- 1998 «Волшебный полёт над Багдадом» С. Д. Барковского — Калиф-аист (реж. С. Д. Барковский
- 1995 «Трёхгрошовая опера» Бертольта Брехта — Пастор (реж. С. Я Спивак)

### Фильмография
- 1999 — Супермент :: эпизод
- 2001 — Убойная сила-2 :: дезертир
- 2002 — Ниро Вульф и Арчи Гудвин :: Билл Мак-Наб
- 2003 — Игра в модерн :: эпизод
- 2003 — Русские страшилки :: Прудкин :: главная роль, менеджер газеты «Русские страшилки»
- 2003 — Улицы разбитых фонарей −5 :: Невельский
- 2004 — Новые приключения Ниро Вульфа и Арчи Гудвина
- 2004 — Потерявшие солнце :: сотрудник редакции
- 2005 — Господа присяжные :: «Ваше сиятельство»
- 2006 — Жаворонок (фильм-спектакль) :: Граф Варвик
- 2006 — Защита Красина :: Паша, участковый из села Вельское
- 2006 — Сонька - Золотая Ручка :: граф Орловский
- 2006 — Старые дела :: Петр Кизилов, пациент психиатрической больницы
- 2007 — Бандитский Петербург — 10 (Расплата) — эпизод
- 2007 — Гончие :: Александр Симбирцев, капитан милиции
- 2007 — Опера-3. Хроники убойного отдела — эпизод
- 2007 — Попытка к бегству :: Александр Ледоступов, сотрудник уголовного розыска
- 2008 — Гончие — 2 :: Александр Симбирцев
- 2008 — Дон Кихот (фильм-спектакль) :: Санчо Панса
- 2009—2010 — Слово женщине :: Гофман, психотерапевт
- 2010 — Гончие — 3 :: Александр Симбирцев :: главная роль
- 2012 — Гончие — 4 :: Александр Симбирцев :: главная роль
- 2014 — Лучшие враги (24-я серия «Разборка») :: «Игла» (Борис Алексеевич Игланов), криминальный бизнесмен
- 2017 — Невский. Проверка на прочность :: Местецкий
- 2018 — Мажор 3 :: Антон Мельников
- 2019 — Анонимный детектив :: Сергей Николаевич Морозов, полковник полиции

## Признание и награды
Роман Нечаев победитель интернет — голосования на сайте Молодёжного театра в номинации «Лучшая мужская роль 2006 года» за исполнение роли Соленого в спектакле «Три сестры»
Сезон 2005—2006, «Золотой Софит», номинация «Лучший актерский ансамбль» — за творческий ансамбль Роман Нечаев — Александр Строев в спектакле С. Спивака «Три сестры» (Молодёжный театр на Фонтанке);
2009 год Актёр Молодёжного театра Роман Нечаев награждён серебряной медалью Федеральной Службы Исполнения Наказаний за вклад в развитие Уголовно-Исполнительной системы России за сериал «Гончие».